# Hypsanacis paradeisus
Hypsanacis paradeisus är en stekelart som först beskrevs av Porter 1967.  Hypsanacis paradeisus ingår i släktet Hypsanacis och familjen brokparasitsteklar. Inga underarter finns listade i Catalogue of Life.